# Philipp I. von Heinsberg

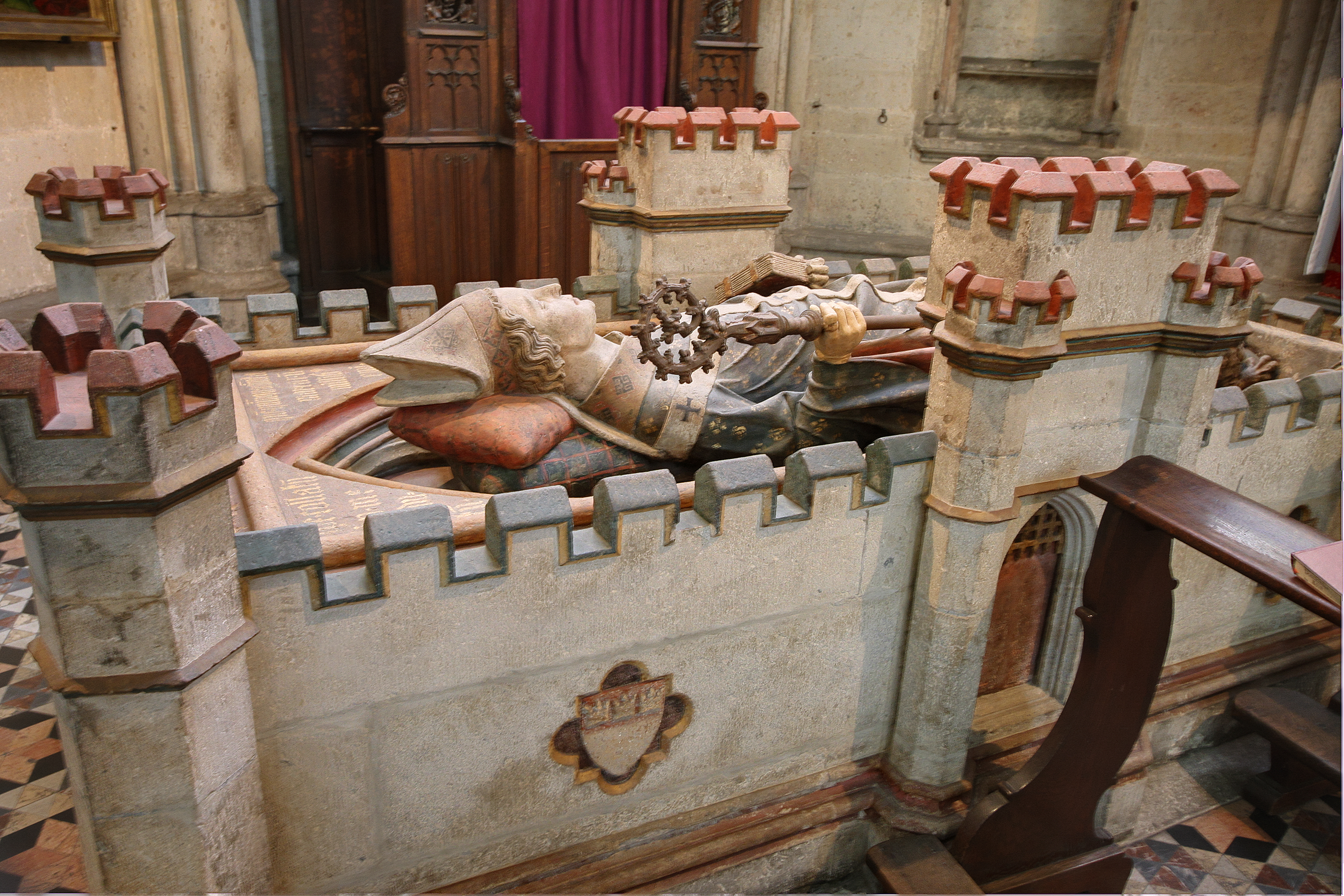
Grabmal im Kölner Dom

Philipp von Heinsberg (* um 1130; † 13. August 1191 bei Neapel) war als Philipp I. von 1167 bis 1191 Erzbischof von Köln sowie Erzkanzler für Deutschland und Italien, außerdem seit 1180 Herzog von Westfalen und Engern.

## Leben
Philipp war der zweitälteste Sohn Goswins II., des Herrn von Heinsberg und Falkenburg, und dessen Frau Adelheid von Sommerschenburg, einer Tochter des sächsischen Pfalzgrafen Friedrich V. von Sommerschenburg. Seine Ausbildung erhielt er an den Domschulen in Köln und Reims. Bevor er Erzbischof in Köln wurde, war er Domdechant in Köln und Dompropst in Lüttich. Im Spätsommer 1167 wurde er zum Leiter der Reichskanzlei und zum Erzbischof von Köln bestellt und am 29. September 1168 in Köln geweiht. 1168 vermittelte er in einem Streit zwischen England und Frankreich. Im Mai 1169 bestätigte Philipp anlässlich einer Auseinandersetzung zwischen dem Burggrafen und dem Vogt von Köln ein altes Weistum, worin deren Stellung und der Umfang ihrer Befugnisse und Gerechtsame sowie die Freiheiten der Kölnischen Bürger aufgezeichnet wurden.
Seit seinem Amtsantritt setzte er die konsequente Machtsteigerungspolitik seiner Vorgänger fort, intensivierte aber vor allem deren Maßnahmen zur territorialen Ausdehnung, indem er die Burgen seiner Vasallen aufkaufte und sie erneut als Lehen ausgab. Damit blieb Philipp zwar Lehnsnehmer des Kaisers und auch die Vasallen hielten ihre Territorien letztendlich als kaiserliche Lehen, doch war durch den Kauf und die Rückbelehnung die unmittelbare Bindung an den Erzbischof stärker geworden. Beim Tod des Kaisers wäre der weitere territoriale Zusammenhalt des Erzbistums nicht mehr alleine durch die Bestätigung der Lehen durch den neuen Kaiser abhängig gewesen. Friedrich I. nahm dieses Vorgehen als Bedrohung wahr und reagierte darauf, indem er konkurrierende Adlige der Region unterstützte, beispielsweise Graf Heinrich IV. von Namur-Luxemburg bei seinem Erbanspruch im Grafenhaus von Hennegau. Darüber hinaus erteilte Friedrich Barbarossa den Städten Aachen und Duisburg Handelsprivilegien, um die Wirtschaftsmacht Kölns zu schwächen.
Trotz dieses Interessenkonflikts gehörte Philipp I. von Heinsberg zu den wichtigsten fürstlichen Gefolgsleuten des Kaisers. Er nahm an mehreren Feldzügen nach Italien teil. In Vorbereitung eines solchen Feldzugs nach Italien lieh Philipp 1174 von der Stadt Köln 1000 Mark und verpfändete ihr dafür das Münzrecht, das die Stadt für die Prägung des sogenannten Ewigen Pfennigs nutzte, der nicht mehr der jährlichen Münzverrufung unterlag. In der Folge war er 1176 an der Niederlage in der Schlacht von Legnano beteiligt, durch die die kaiserliche Macht in Italien zusammenbrach. Am 19. Juni 1178 bestätigte Papst Alexander III. dem Erzbischof Philipp I. alle Rechte.
Philipp war maßgeblich am Sturz des Herzogs von Sachsen, Heinrichs des Löwen, beteiligt, gegen den ein Reichskrieg geführt wurde. Heinrichs Sturz führte dann dazu, dass am 13. April 1180 in der Gelnhäuser Urkunde das Herzogtum Westfalen dem Kölner Erzbistum zugesprochen wurde.
In den Jahren 1179/1180 begannen die Kölner Bürger, gegen den Willen des Erzbischofs ihre Stadtbefestigung auszubauen und damit das Stadtgebiet zu verdoppeln. Philipp von Heinsberg intervenierte bei Kaiser Friedrich gegen diese eigenmächtige Vorgehensweise, woraufhin dieser einen Schiedsspruch fällte, in dessen Folge sich Bürgerschaft und Erzbischof in einem Vergleich einigten: Die Bürger zahlten 2000 Mark als Zeichen ihres Gehorsams, Philipp akzeptierte den Erhalt und die Vollendung der Stadtbefestigung. Ab 1187 förderte und unterstützte Philipp den weiteren Ausbau der Stadtmauer, als er wegen vorübergehender Differenzen mit dem Kaiser Angriffe befürchtete.
In Philipps Amtszeit fällt die Entstehung des Dreikönigenschreines im Kölner Dom, der die Gebeine der Heiligen Drei Könige aufgenommen hat und als größter mittelalterlicher Schrein gilt. In der im 13. Jahrhundert zusammengestellten Schrift De tribus magis relatio heißt es: „Zur Zeit des Herrn Erzbischofs Philipp, der Rainald nachfolgte, wurde für sie ein Schrein von wunderbarer Schönheit aus Gold und kostbarsten Gemmen geschaffen. […] wie uns jene berichtet haben, die bei ihrer Translation anwesend waren“.
1180 stiftete Philipp das Augustiner-Kloster ad martyres (St. Mechtern in Ehrenfeld), erwarb dafür Liegenschaften und traf Bestimmungen über die Pfarrrechte und die Wahl eines Vorstehers.
Mit dem Sturz Heinrichs des Löwen und der Übernahme Westfalens war Philipp von Heinsberg zum mächtigsten Fürsten der nördlichen Reichshälfte geworden. Damit wurde für Barbarossa die Gefahr einer dominierenden Stellung Philipps I. wieder zu einem Problem. Er reagierte, indem er 1184 auf dem Hoffest in Mainz die Erhebung Balduins V. von Hennegau zum Markgrafen ankündigte. Philipp I. von Heinsberg begann wiederum mit Papst Urban III., der sich in einer scharfen Auseinandersetzung mit Barbarossa befand, sowie mit König Knut VI. von Dänemark zu verhandeln und unterstützte die Grafen von Namur-Luxemburg, die einen Anspruch auf die Grafschaft Hennegau erhoben. Darüber hinaus bemühte sich der Erzbischof vergeblich, unter den deutschen Bischöfen eine Opposition gegen den Kaiser aufzubauen. Um Pfingsten 1187 vereitelte Philipp eine Heerfahrt Barbarossas gegen den französischen König, worauf der Kaiser auf der Reichsversammlung in Worms im August 1187 Klage gegen den Erzbischof erhob. Der erschien aber nicht, woraufhin eine zweite Ladung zu einer Reichsversammlung im Dezember 1187 in Straßburg erfolgte. Inzwischen änderten sich die politischen Parameter aber durch den Tod Papst Urbans III., so dass sich die beiden Kontrahenten im März 1188 auf einem Hoftag in Mainz einigten. 1190 spielte der Erzbischof noch einmal eine wichtige politische Rolle beim Beilegen der Kämpfe zwischen Heinrich VI. und Heinrich dem Löwen.

## Tod und Beisetzung
Philipp starb im Sommer 1191 während der Belagerung Neapels durch kaiserliche Truppen an einer ungeklärten Seuche; verschiedene Quellen geben entweder die Pest oder die Malaria an. Seine Gebeine wurden nach Köln verbracht und dort am 26. September 1191 im alten Dom beigesetzt. Nach Fertigstellung des Chores des gotischen Domes errichtete man um die Mitte des 14. Jahrhunderts in der Maternuskapelle das heute noch bestehende Hochgrab und bettete die Gebeine um. Das Hochgrab zeigt den Erzbischof entsprechend dem Schönheitsideal der Hochgotik in jugendlich wirkender, idealisierter Gestalt. Ungewöhnlich ist die wohl als Erinnerung an die Verdienste Philipps bei der mittelalterlichen Befestigung der Stadt ausgeführte Umrahmung der Tumba durch eine Miniaturstadtmauer samt Türmen und Stadttoren.